# ناو کلاس فوروارد
کروزر کلاس فوروارد (به انگلیسی: Forward-class cruiser) یک کلاس از کشتی است که طول آن ۳۶۵ فوت (۱۱۱٫۳ متر) می‌باشد.